# Dasychira fuscoplagiata
Dasychira fuscoplagiata är en fjärilsart som beskrevs av Aurivillius 1925. Dasychira fuscoplagiata ingår i släktet Dasychira och familjen tofsspinnare. Inga underarter finns listade i Catalogue of Life.